# Samuel Drogbele
Samuel Drogbele (* 25. Januar 1993) ist ein ghanaischer Fußballspieler.

## Karriere
Samuel Drogbele erlernte das Fußballspielen in der Jugendmannschaft des BEC Tero Sasana FC in der thailändischen Hauptstadt Bangkok. Seinen ersten Vertrag unterschrieb er 2012 beim Kamphaengphet FC. Der Verein aus Kamphaeng Phet spielte in der dritten thailändischen Liga, der damaligen Regional League Division 2, in der Northern Region. Mitte 2013 kehrte er zu seinem Jugendverein BEC Tero Sasana zurück. Mit dem Verein spielte er zweimal in der ersten Liga, der Thai Premier League. Der Drittligist Bangkok Christian College FC nahm ihn Mitte 2014 unter Vertrag. Hier stand er bis August 2016 unter Vertrag. Wo er von 2016 bis 2019 gespielt hat, ist unbekannt. 2020 unterschrieb er einen Vertrag in Nordzypern. Hier wurde er vom Erstligisten Çetinkaya TSK aus Nord-Nikosia verpflichtet.